# Glypta laevis
Glypta laevis är en stekelart som beskrevs av Dasch 1988. Glypta laevis ingår i släktet Glypta och familjen brokparasitsteklar. Inga underarter finns listade i Catalogue of Life.